# Omar Torrijos
Efrain Omar Torrijos Herrera (13 tháng 2 năm 1929 - 31 tháng 7 năm 1981) là Tư lệnh Quân đội Panama và lãnh đạo quốc gia trên thực tế của nước này từ 1968-1981. Torrijos chưa bao giờ nắm giữ chức vụ Tổng thống Panama, nhưng ông đã nắm giữ chức vụ bao gồm: "Lãnh đạo tối đa của cuộc Cách mạng Panama" và "Quốc trưởng tối cao của Chính phủ Panama". Mặc dù ông được coi là một nhà lãnh đạo cánh tả, nhưng ông vẫn được coi là một trong những chính trị gia chống cộng sản nhiệt tình và luôn nhận được sự ủng hộ và trợ giúp nhiệt tình từ Mỹ. 
Torrijos được biết đến là người đã khởi xướng hiệp ước Torrijos-Carter 1977, một hiệp ước hữu nghị được ký kết giữa Mỹ và Panama. Hiệo ước đã trao lại cho Panama quyền kiểm soát kênh đào Panama, vào trưa ngày 31 tháng 12 năm 1999. Con trai ông Martín Torrijos từng làm tổng thống Panama và phục vụ từ 2004 đến 2009